# Idioma cahuilla
Cahuilla  /kəˈwiːə/, o Ivilyuat (autoglotónimo ʔívil̃uʔat o Ivil̃uɂat. AFI [ʔivɪʎʊʔat]), es una lengua uto-azteca en peligro de extinción. Originalmente lo hablaban los diversos grupos de la nación Cahuilla, cuyos descendientes aún viven en el Valle de Coachella, el Paso de San Gorgonio y la región de las montañas de San Jacinto del sur de California. Los gentilicios Cahuilla incluyen ʔívil̃uwenetem o Iviatam–hablantes de Ivilyuat (Ivi'a)–o táxliswet que significa "persona". Un censo de 1990 registró 35 hablantes en entre un grupo étnico formado por 800 cahuillas. Con tal disminución, el ivilyuat está clasificado como "en peligro crítico" por el Atlas de la UNESCO de las lenguas del mundo en peligro ya que la mayoría de los hablantes son de mediana edad o ancianos, con tasas limitadas de transmisión a los niños del grupo étnico.
Se sabe que existen tres dialectos: Desierto, Montaña y Paso, así como algunos otros subdialectos.

## Clasificación
El cahuilla pertenece a la Familia lingüística uto-azteca, en concreto pertenece al grupo tákico meridional al que  también pertenece el cupeño. El grupo tákico está formado por más media docena de lenguas habladas en el sur de California.

### Exónimos y endónimos
Una de las designaciones indígenas el idioma cahuilla es ʔívil̃uʔat, junto con   'Ívillu, mientras que los hablantes de esta lengua se llamarían a sí mismos ʔívil̃uqalet (s)/ʔívil̃uwenetem (pl.), 'hablante(s) de ʔívil̃uʔat'at'. Otras variaciones incluyen Ivilyuat e Ivia. Sin embargo, tanto el idioma como el pueblo indígena se siguen denominando habitualmente cahuilla y cahuillas.